# Рудавин, Николай Викторович
Николай Викторович Рудавин (9 ноября 1935 – 28 декабря 2017) — советский работник сельского хозяйства и общественный деятель, комбайнёр-механизатор, удостоенный звания, Герой Социалистического Труда (1966).
Более 40 лет он трудился в колхозах Новооскольского района, достигнув выдающихся успехов в уборке урожая зерновых и кормовых культур. Н. В. Рудавин также избирался депутатом Верховного Совета РСФСР 8-го созыва и был делегатом XXIV съезда КПСС. В родном Белгородском регионе его почитали как одного из самых уважаемых тружеников, чей жизненный путь стал примером трудового подвига для земляков.

## Биография

### Ранние годы и начало трудовой деятельности
Николай Викторович Рудавин родился 9 ноября 1935 года в крестьянской семье на хуторе Косые (территория села  Шараповка., Новооскольский район) – тогда Курской, а ныне Белгородской области. Детство пришлось на военные и послевоенные годы, и с юных лет Николай познал тяжёлый деревенский труд. Он вспоминал, что после возвращения с фронта раненого отца основная тяжесть работ по хозяйству легла на плечи матери, и он, будучи мальчишкой, во всём помогал ей. С 1953 года, едва достигнув совершеннолетия, Николай начал работать в местном колхозе «Заря коммунизма» Новооскольского района – сначала прицепщиком (помощником комбайнёра), а затем комбайнером-механизатором широкого профиля. В 1956–1959 годах Николай Рудавин проходил службу в рядах Советской Армии, после демобилизации вернулся в родное село и продолжил трудиться в колхозе комбайнёром. За сравнительно короткое время он зарекомендовал себя как трудолюбивый, инициативный механизатор, в совершенстве освоивший сельскохозяйственную технику.

### Трудовой подвиг и звание Героя Социалистического Труда
В середине 1960-х годов Николай Викторович добился выдающихся показателей в земледелии. Он регулярно намолачивал рекордные объёмы зерна, став одним из лучших комбайнёров не только своего хозяйства, но и всего Новооскольского района. За успехи в увеличении производства и заготовок зерновых и кормовых культур, а также за высокопроизводительное использование сельскохозяйственной техники Указом Президиума Верховного Совета СССР от 23 июня 1966 года Рудавину Н. В. было присвоено звание Героя Социалистического Труда с вручением ордена Ленина и золотой медали «Серп и Молот». Награда застала его прямо в разгар полевых работ – по воспоминаниям Николая Рудавина, о присвоении высокого звания он совершенно случайно узнал из газеты, когда почтальон принесла эту новость на поле во время стрижки овец. Получив высшую трудовую награду в неполные 31 год, герой-комбайнёр отнёсся к ней как к авансу доверия и стимулу работать ещё лучше, опасаясь только одного – «как бы люди не подумали, будто я себя каким-то особенным считать начну».
Трудовой подвиг Николая Викторовича Рудавина действительно стал легендарным. В разгар уборочной страды он мог спать всего по два часа в сутки – «ложился в три часа, а вставал в пять», стараясь убрать хлеб без потерь и в сжатые сроки. После вручения Звезды Героя Николай Викторович продолжил бить производственные рекорды. В 1971 году, за высокие показатели в труде, он был награждён орденом Трудового Красного Знамени.

### Дальнейшая карьера и общественная деятельность
Продолжая работу в родном хозяйстве, Николай Викторович постепенно переходил на руководящие должности, чтобы передавать свой опыт молодым механизаторам. В 1968 году он стал помощником заведующего вторым производственным участком колхоза, отвечая за вопросы механизации. С 1971 года Николай Рудавин  возглавлял механизированный отряд колхоза «Золотое руно» Новооскольского района. Стремясь повысить своё образование, уже будучи известным передовиком производства, Николай Викторович осуществил давнюю мечту – поступил в сельскохозяйственный техникум. В конце 1970-х, сев за студенческую парту вместе с сыном, он успешно завершил учёбу: в 1978 году Николай Викторович окончил Новооскольский совхоз-техникум. После получения диплома его назначили главным инженером колхоза «Золотое руно» – эту должность он занимал 17 лет (с 1978 по 1995 год) до выхода на пенсию.
Помимо основной работы в сельском хозяйстве, Николай Викторович вел активную общественно-политическую деятельность. Он неоднократно избирался членом парткома колхоза, депутатом местных Советов, участвовал в руководящих органах КПСС на районном и областном уровне. В 1971 году Николай Викторович Рудавин был избран депутатом Верховного Совета РСФСР 8-го созыва (1971–1975). В том же году он в составе белгородской делегации участвовал в работе XXIV съезда КПСС и даже вошёл в состав Почётного президиума этого съезда – как один из передовиков сельского хозяйства, представлявших трудовое крестьянство.
Даже выйдя на заслуженный отдых в 1995 году, Николай Викторович не остался в стороне от жизни района. Он активно участвовал в общественной работе: в течение долгого времени возглавлял местную первичную организацию ветеранов войны и труда, часто встречался с молодёжью, делясь жизненным опытом. Николай Викторович сохранял крепкую связь с родным селом и колхозом, охотно давал интервью районной прессе, выступал на торжественных мероприятиях. Дома он тоже не сидел без дела – держал большое хозяйство, обрабатывал огород площадью 68 соток, а почти до 80-летнего возраста ходил на охоту. Современники отмечали, что и на работе, и в общественной деятельности Николай Викторович всегда показывал пример ответственного отношения к делу, заботы о людях и о своей малой родине.

### Семья и личная жизнь
Ещё в молодости Николай Рудавин женился на девушке из родного села – Марии Павловне. Супруги всю жизнь трудились рука об руку; как отмечали односельчане, Мария Павловна была под стать мужу – такая же работящая и надёжная хозяйка. За многолетний добросовестный труд она была награждена медалью «За доблестный труд». Рудавины вырастили двоих детей и дали им высшее образование – сын Виктор и дочь Валентина стали учителями и начали работать в Шараповской средней школе. Ко времени 80-летия Николая Викторовича его большая семья включала уже четверых внуков и троих правнуков. Николай Викторович искренне гордился своими потомками. «У меня замечательные дети, внуки, и даже правнуки уж подрастают. Люблю их очень и горжусь родными своими», – говорил он в одном из интервью. Семья Рудавиных обосновалась в Шараповке. На своем подворье Николай Викторович собственными руками выстроил два дома – для себя и для детей.
Дом Рудавиных всегда славился гостеприимством и порядком, а сам Николай Викторович, по воспоминаниям близких, был заботливым семьянином. Несмотря на занятость, он находил время и на общественные дела, и на воспитание детей. Свой жизненный девиз Николай Викторович формулировал просто: трудиться честно и с полной отдачей на благо семьи и страны

### Награды, память и признание
Высокий вклад Н. В. Рудавина в развитие сельского хозяйства отмечен рядом государственных и общественных наград. Указом Президиума Верховного Совета СССР.  Главной из них стала золотая Медаль № 13610 «Серп и Молот» Героя Социалистического Труда и Орден Ленина № 364425 (оба – 23.06.1966). Также он награждён орденом Трудового Красного Знамени (1971) и многими медалями. За заслуги перед родным краем в 2013 году Николаю Викторовичу было присвоено звание «Почётный гражданин Новооскольского района».
Память о легендарном хлеборобе увековечена на малой родине. В 2008 году в городе Новый Оскол на Аллее Славы был установлен бронзовый бюст Н. В. Рудавина. Имя героя занесено в краеведческие издания Белгородской области, о нём снимались сюжеты местного телевидения и публиковались статьи в центральной и региональной прессе. Так, к 80-летнему юбилею Николая Викторовича Рудавина в ноябре 2015 года районная газета «Вперёд» опубликовала большой очерк «Вся жизнь – как подвиг трудовой», посвящённый его судьбе и достижениям. На праздничном вечере в Шараповском Доме культуры в честь юбиляра присутствовали руководители района, односельчане и молодёжь – полный зал стоя аплодировал скромному труженику с натруженными руками, который стал гордостью новооскольской земли.

### Смерть
Николай Викторович Рудавин скончался 28 декабря 2017 года на 83-м году жизни. Его проводили в последний путь с почестями. Руководство Белгородской области и Новооскольского района выразило соболезнования родным и близким героя. Светлая память о Н. В. Рудавине, как о человеке большой души и трудолюбия, навсегда сохранится в сердцах земляков и всех, кто его знал.